# Masłowice (Powiat Radomszczański)

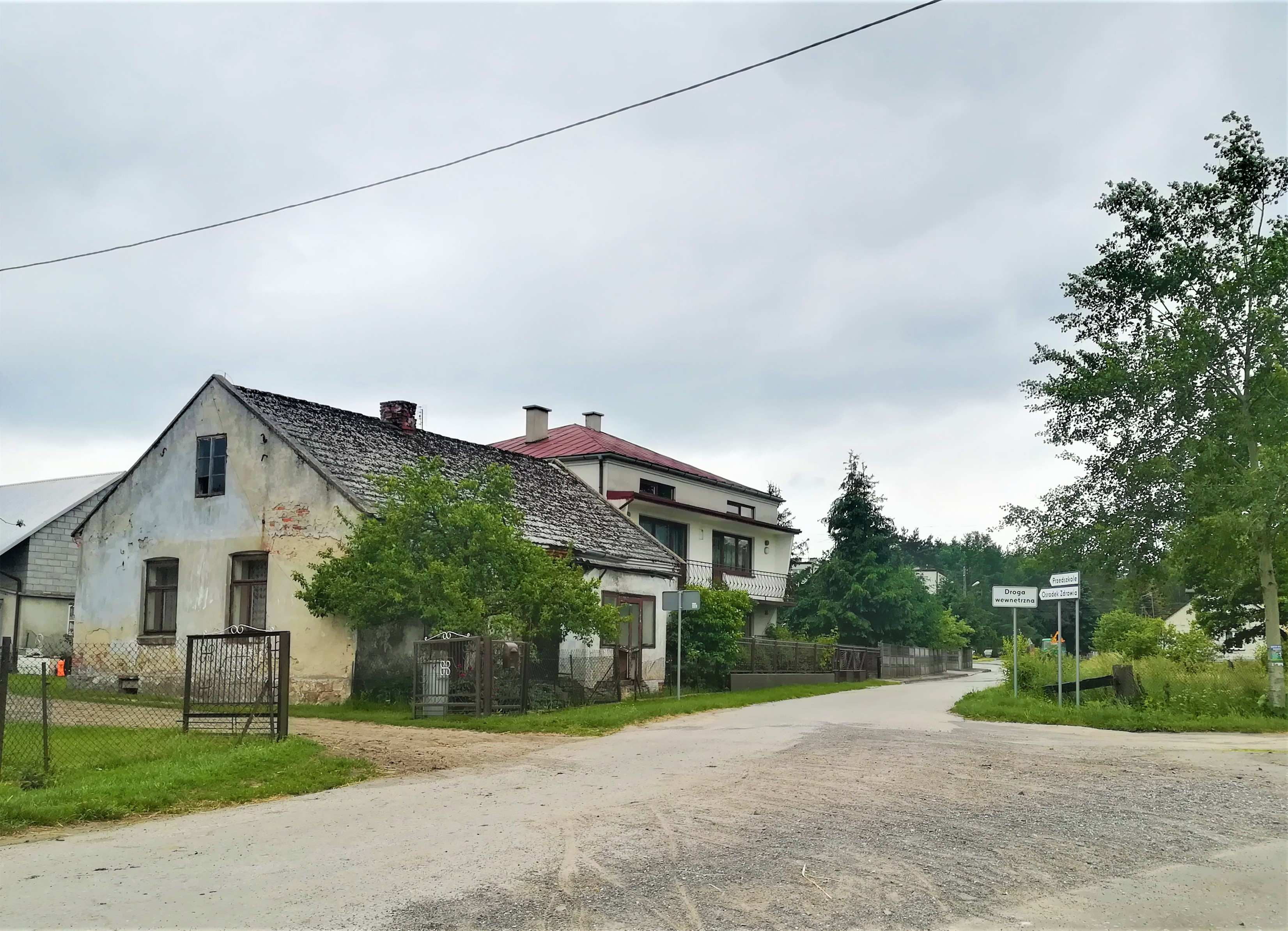
Masłowice (2020)

Masłowice ist ein Dorf und Sitz der gleichnamigen Gemeinde im Powiat Radomszczański der Woiwodschaft Łódź, Polen.

## Gemeinde
Zur Landgemeinde Masłowice gehören 17 Ortsteile mit einem Schulzenamt:
Bartodzieje
Borki
Chełmo
Granice
Huta Przerębska
Kalinki
Kawęczyn
Koconia
Korytno
Kraszewice
Łączkowice
Masłowice
Ochotnik
Przerąb
Strzelce Małe
Tworowice
Wola Przerębska
Weitere Ortschaften der Gemeinde sind:
Będzyn
Chaptyzów
Chylczów
Cyganka
Dąbrowa Lipowska
Grabowiec
Jaskółki
Kolonia Przerąb
Konstantynów
Koń
Krery
Leonów
Lipowczyce-Bór
Marianka
Podkrosno
Psarki
Wierzbowiec
Wymysłów